# Reuth (Kasendorf)
Reuth ([ʁɔɪ̯t] , oberfränkisch: Raid) ist ein Gemeindeteil des Marktes Kasendorf im Landkreis Kulmbach (Oberfranken, Bayern). Reuth liegt in der Gemarkung Azendorf.

## Geographie
Das Dorf liegt am Rande eines Hochplateaus des Nördlichen Frankenalb, das im Osten ins Tal des Friesenbachs abfällt. Eine Gemeindeverbindungsstraße führt zur Staatsstraße 2190 (1,1 km südlich) bzw. zur Kreisstraße KU 31 (0,8 km nördlich).

## Geschichte
Der Ort wurde 1286 als „Rieut“ erstmals urkundlich erwähnt. Reuth bedeutet Rodung.
Gegen Ende des 18. Jahrhunderts bestand Reuth aus 14 Anwesen. Das Hochgericht übte das bayreuthische Vogteiamt Kasendorf aus. Dieses hatte zugleich die Dorf- und Gemeindeherrschaft. Grundherren waren das Giech’sche Amt Thurnau (2 Höfe, 5 Güter, 2 Gütlein, 1 Tropfgütlein), das Klosteramt Kulmbach (2 Halbhöfe) und die Pfarrei Thurnau (2 Halbhöfe).
Von 1797 bis 1810 unterstand der Ort dem Justiz- und Kammeramt Sanspareil. Mit dem Gemeindeedikt wurde Reuth dem 1811 gebildeten Steuerdistrikt Kasendorf und der 1812 gebildeten gleichnamigen Ruralgemeinde zugewiesen. 1818 wurde Neudorf der neu gebildeten Ruralgemeinde Azendorf zugewiesen. Am 1. Januar 1972 wurde Reuth wieder nach Kasendorf eingegliedert.

### Einwohnerentwicklung
| Jahr      | 001809 | 001818 | 001861 | 001871 | 001885 | 001900 | 001925 | 001950 | 001961 | 001970 | 001987 |
| Einwohner | 86     | 85     | 101    | 117    | 109    | 103    | 92     | 119    | 81     | 70     | 66     |
| Häuser    |        | 17     |        |        | 19     | 17     | 17     | 17     | 18     |        | 23     |
| Quelle    | [ 11 ] | [ 8 ]  | [ 12 ] | [ 13 ] | [ 14 ] | [ 15 ] | [ 16 ] | [ 17 ] | [ 18 ] | [ 19 ] | [ 1 ]  |

## Religion
Reuth ist seit der Reformation evangelisch-lutherisch geprägt und nach St. Johannes (Kasendorf) gepfarrt.